# Неч, Эмиль
Эмиль Фридрих Вильгельм Неч (нем. Emil Friedrich Wilhelm Naetsch; 29 июля 1869, Дрезден — 25 ноября 1946, по другим данным, 1945) — немецкий математик, профессор Дрезденского технического университета.

## Биография
Эмиль Фридрих Вильгельм Неч родился 29 июля 1869 года в Дрездене; с 1888 по 1890 год он был студентом в Дрезденскому университете, а затем — до 1893 года — в Лейпциге; в 1894 году он обучался в Париже. В том же, 1894, году в Лейпцигском университете Неч написал и защитил диссертацию по однородным линейным дифференциальным уравнениям («Zur Theorie der homogenen linearen Differentialgleichungen mit doppeltperiodischen Coefficienten») — стал кандидатом математических наук. В 1903 году он стал внештатным профессором (Außerplanmäßige Professoren) в Дрезденском техническом университете; в 1909 году он получил позицию почетного профессора, а в 1919 — стал экстраординарным профессором по аналитической геометрии, сферической тригонометрии, элементарной алгебре и математическому анализу. 11 ноября 1933 года Эмиль Неч был среди более 900 ученых и преподавателей немецких университетов и вузов, подписавших «Заявление профессоров о поддержке Адольфа Гитлера и национал-социалистического государства». Преподавал в ВУЗе до 1935 года; скончался после окончания Второй мировой войны, 25 ноября 1946 года (по другим данным — в 1945).

## Работы
- Zur Theorie der homogenen linearen Differentialgleichungen mit doppeltperiodischen Koefficienten (1894)
- Theorie der elliptischen Funktionen (1913)